# بيتسي ببكر
بيتسي ببكر (بالإنجليزية: Betsy Baker)‏ هي ممثلة أمريكية، ولدت في 8 مايو 1955 بسيدار رابيدز في الولايات المتحدة. بدأت مشوارها المهني سنة 1981.

## أعمال

### أفلام
- (1981) ذا إيفل ديد[5]

## وصلات خارجية
- بيتسي ببكر على موقع IMDb (الإنجليزية)
- بيتسي ببكر على موقع أول موفي (الإنجليزية)
- بيتسي ببكر على موقع قاعدة بيانات الفيلم (الإنجليزية)